# Воскрес Мирон-Григорій Григорович
Воскрес Мирон-Григорій Григорович (псевдо: «Мирон»; 1928, Корчин, Сколівський район, Львівська область — 25 вересня 1948, між Ркіни і Адамовом біля Брна, Чехія) — лицар Срібного хреста бойової заслуги УПА 1 класу.

## Життєпис
Член ОУН, вояк УПА. Охоронець ГОСП. У 1948 р. у складі рейдуючої групи вирушив у Західну Німеччину. 
Загинув у бою з чеськими прикордонниками. Старший вістун УПА (?); відзначений Срібним хрестом бойової заслуги 1 класу (15.10.1949).